# Leandrites
Leandrites is een geslacht van kreeftachtigen uit de klasse van de Malacostraca (hogere kreeftachtigen).

## Soorten
- Leandrites celebensis (de Man, 1881)
- Leandrites deschampsi (Nobili, 1903)
- Leandrites indicus Holthuis, 1950
- Leandrites stenopus Holthuis, 1950